# جون موراي (قاضي)
جون موراي (بالإنجليزية: John Murray, 1st Marquess of Atholl)‏ (و. 1631 – 1703 م) هو قاضي إسكتلندي، توفي عن عمر يناهز 72 عاماً.

## مناصب
تولى منصب عضو مجلس الشورى البريطاني.

## الخدمة العسكرية
خدم في الجيش البريطاني.